# Philipomyia aprica
Philipomyia aprica je vrsta dvokrilca iz družine obadov, razširjena po gorskih predelih Evrope in Bližnjega vzhoda.
Za vrsto je značilen navzgor obrnjen zobec na zadnjem členu tipalnic in temnorjava osnovna barva hrbtne strani členov zadka. Kot pri ostalih predstavnikih rodu so oči brez odlakanosti in monotone barve brez prog ali lis, prav tako imajo monoton rjav odtenek krila. So razmeroma čokati, odrasli dosežejo do okoli 18 mm v dolžino.

## Ekologija
Je dnevno aktivna vrsta, ki živi na višjih nadmorskih višinah. Odrasli letajo poleti, z viškom v najtoplejših mesecih. Opazovati jih je mogoče med prehranjevanjem z nektarjem, pretežno na kobulnicah, samice pa za razvoj jajčec potrebujejo obrok krvi.  Najpogosteje napadajo jelene, pri čemer niso povsem specializirane in se dogaja tudi, da sesajo na kravah, ki se pasejo po gorskih pašnikih.